# RIZIN LANDMARK 7
RIZIN LANDMARK 7 in Azerbaijan（ライジン・ランドマーク・セブン・イン・アゼルバイジャン）は、日本の総合格闘技団体「RIZIN」の大会の一つ。
2023年11月4日にアゼルバイジャン バクーのナショナル・ジムナスティックス・アリーナで開催された。

## 概要
RIZIN初の海外大会かつ第4代RIZINフェザー級王者ヴガール・ケラモフやRIZIN FIGHTING WORLD GRAND-PRIX 2019 ライト級トーナメント優勝者トフィック・ムサエフの出身国であるアゼルバイジャンで開催された今大会では、王者ケラモフと挑戦者鈴木千裕によるフェザー級タイトルマッチやアゼルバイジャン代表選手とRIZIN世界選抜選手との対抗戦が行われ、フェザー級タイトルマッチは1Rで鈴木がテイクダウンされながらもペダラーダでケラモフを蹴り上げグラウンド下からのパウンドでKO勝ちを収め、王座を獲得した。また、タイトルマッチを含んだ対抗戦はRIZIN世界選抜が3勝、アゼルバイジャン代表選手が2勝でRIZIN側の勝利となった。
今大会では通常のRIZIN LANDMARKで用いられる六角形のゲージではなく、Bellatorで用いられるサークルケージで行われた。
第1試合から第5試合まではいわゆるプレリミナリーカード、第6試合から第10試合まではオープニングセレモニーを行った上で本戦として行われた。
地上波では12月2日夜8時から55分枠で三重テレビ放送が録画放送した。

## 対戦カード
第1試合 MMAルール 93.0kg契約ワンマッチ 5分3R
○  ハサン・メジエフ vs.  コンスタンティン・メルクロフ ×
1R 2:32 リアネイキッドチョーク
第2試合 MMAルール 120.0kg契約ワンマッチ 5分3R
×  クエンティン・ドミンゴス vs.  ショータ・ベトレミドゥゼ ○
1R 5:00 TKO（負傷による試合続行不能のためレフェリーストップ）
第3試合 MMAルール 71.0kg契約ワンマッチ 5分3R
×  イリヤール・アスカノフ vs.  ヴラディスラヴ・ルドニエフ ○
3R終了 判定0-3
第4試合 MMAルール 66.0kg契約ワンマッチ 5分3R
×  ホアレス・ディア vs.  イルホム・ノジモフ ○
3R終了 判定0-3
第5試合 MMAルール 51.0kg契約ワンマッチ 5分3R
○  アナスタシア・スヴェッキスカ vs.  ファリダ・アブドゥエバ ×
2R 4:20 アームバー
第6試合 MMAルール 71.0kg契約ワンマッチ 5分3R
×  トゥラル・ラギモフ vs.  キム・ギョンピョ ○
1R 0:21 KO（グラウンドパンチ）
第7試合 MMAルール 60.0kg契約ワンマッチ 5分3R
○  メイマン・マメドフ vs.  フェリット・ギョクテペ ×
3R終了 判定3-0
第8試合 MMAルール 71.0kg契約ワンマッチ 5分3R
×  ナリマン・アバソフ vs.  アリ・アブドゥルカリコフ ○
3R終了 判定0-3
第9試合 MMAルール 71.0kg契約ワンマッチ 5分3R
○  トフィック・ムサエフ vs.  武田光司 ×
3R 2:03 TKO（レフェリーストップ：グラウンドパンチ）
第10試合 MMAルール 66.0kg契約 5分3R
RIZINフェザー級タイトルマッチ
×  ヴガール・ケラモフ vs.  鈴木千裕 ○
1R 1:28 KO（グラウンドパンチ）
※鈴木が王座獲得に成功。第5代フェザー級王者となった。

### カード変更
カード変更は以下の通り。
- メイマン・マメドフ vs. ジャスティン・スコッギンス→スコッギンスが健康上の理由で欠場したためギョクテペが代役出場。